# بطماحة
بِطْمَاحَة (الاسم العلمي: Incarvillea)، هو جنس نباتات يتكون من حوالي 16 نوعًا من النباتات المزهرة في البنيونية، موطنها وسط وشرق آسيا، معظم الأنواع تنمو على ارتفاعات عالية في جبال الهيمالايا والتبت. النوع الأكثر شيوعًا هي البطماحة الدولافية.